# 加賴縣

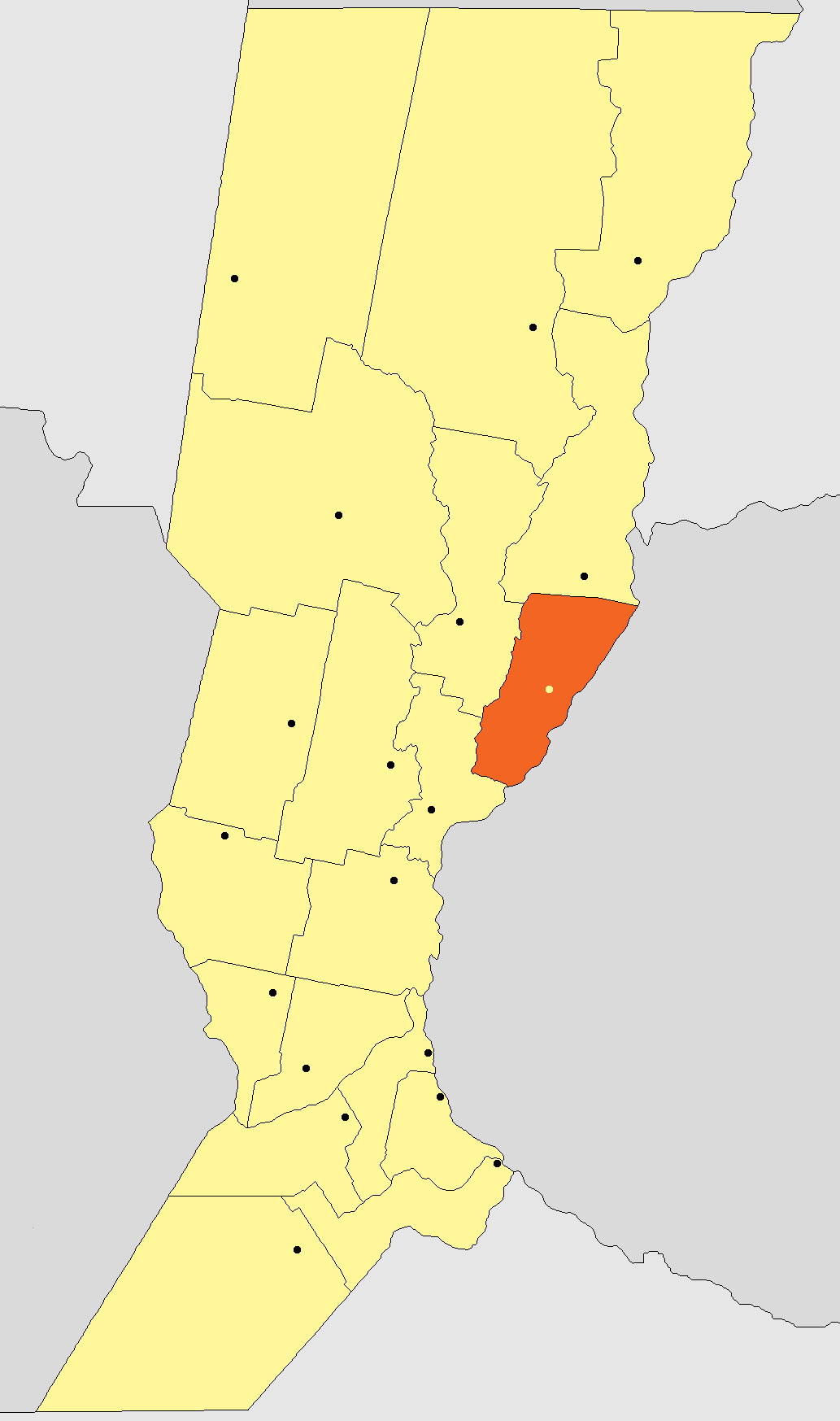

31°6′S 60°5′W / 31.100°S 60.083°W
加賴縣（西班牙語：Departamento Garay），是阿根廷的縣份，位於該國東北部聖大非省，首府設於埃爾韋西亞，東面是巴拉那河，面積3,964平方公里，2010年人口20,890，人口密度每平方公里5.27人。